# 4662 Рунк
4662 Рунк (4662 Runk) — астероїд головного поясу, відкритий 19 квітня 1984 року.
Тіссеранів параметр щодо Юпітера — 3,311.